# Iacopo Botto
Iacopo Botto (ur. 22 września 1987 w La Spezia) – włoski siatkarz, grający na pozycji przyjmującego.

## Sukcesy klubowe
Puchar Włoch:
- 2006

Mistrzostwo Włoch:
- 2007

Mistrzostwo Serie A2:
- 2014

Puchar Challenge:
- 2019

## Sukcesy reprezentacyjne
Puchar Wielkich Mistrzów:
- 2017